# Cirsium scariosum
Espèce
Cirsium scariosum, le Chardon écailleux, est une espèce de plantes à fleurs du genre Cirsium et de la famille des Astéracées (ou Composées).
Cirsium scariosum englobe un complexe de variétés majoritairement distribuées entre le sud-ouest du Canada et le nord-ouest du Mexique. 
Une population a également été découverte dans l'Archipel-de-Mingan, au Québec, par le frère Marie-Victorin, qui l'avait alors nommée Cirsium Minganense,. Elle n'est pas considérée pour le moment comme une espèce distincte, même si une divergence génétique aussi importante qu'entre Cirsium scariosum et Cirsium hookerianum a été observée.

## Répartition
C'est une espèce endémique d'Amérique du Nord. Plus précisément, elle est indigène en Alberta, Colombie-Britannique, Californie, Colorado, Idaho, Montana, Oregon, Québec, Utah, Washington et Wyoming.

## Liste des variétés
Selon Plants of the World online (POWO) (12 mai 2021) :
- Cirsium scariosum var. americanum (A.Gray) D.J.Keil
- Cirsium scariosum var. citrinum (Petr.) D.J.Keil
- Cirsium scariosum var. coloradense (Rydb.) D.J.Keil
- Cirsium scariosum var. congdonii (R.J.Moore & Frankton) D.J.Keil
- Cirsium scariosum var. robustum D.J.Keil
- Cirsium scariosum var. thorneae S.L.Welsh
- Cirsium scariosum var. toiyabense D.J.Keil

## Synonymes
Selon Plants of the World online (POWO) (12 mai 2021), Cirsium scariosum a pour synonymes :
- Carduus butleri Rydb.
- Carduus drummondii var. acaulescens Coville
- Carduus lacerus Rydb.
- Carduus magnificus A.Nelson
- Carduus scariosus (Nutt.) A.Heller
- Cirsium butleri Rydb.
- Cirsium drummondii var. lanatum Petr.
- Cirsium foliosum var. minganense (Vict.) B.Boivin
- Cirsium hookerianum var. scariosum (Nutt.) B.Boivin
- Cirsium lacerum Rydb.
- Cirsium magnificum Rydb.
- Cirsium minganense Vict.
- Cirsium minganense f. album Vict. & J.Rousseau
- Cnicus scariosus A.Gray